# للنشر
للنشر هو برنامج اسبوعي يعرض على قناة الجديد يقدمه الإعلامي طوني خليفة ثم ريما كركي ويتناول عدد من المواضيع الهامة في الساحة العربية واللبنانية على الصعيد الاجتماعي الثقافي الفني والاجتماعي.